# Les Fréres Cheminaud
Les Fréres Cheminaud est un groupe de musique québécois folk, rock et country originaire de Roberval au Saguenay–Lac-Saint-Jean. Il a été actif durant les années 2000.

## Historique
Les Fréres Cheminaud est un groupe composé de Pierre Fortin (voix, guitare) — qui joue également de la batterie dans Les Dales Hawerchuk, Galaxie (anciennement Galaxie 500) et pour Mara Tremblay — Benoit Bouchard (voix, basse), Charles Perron (voix, guitare) et Étienne Côté (batterie).
Le quatuor, parrainé par Mononc' Serge, a fait paraître un premier album, L’jour pis la nuite, en 2004. Il s'est vendu jusqu'à épuisement des stocks. S'en sont suivi plus de 200 spectacles, dont lors de divers événements et festivals de la Traversée internationale du lac Saint-Jean au Challenge Molson Dry de CKOI. Le groupe a fait la première partie de notamment Mononc' Serge, Les Trois Accords et Urbain Desbois en plus d'apparaître au palmarès des radios universitaires, dont CISM-FM et à Bande à Part.
Leur deuxième album, Les hommes des Tavernes, a été réalisé en collaboration avec Pierre Girard, qui jouait également dans Galaxie 500 avec Pierre Fortin. L'album est sorti en magasin le 12 septembre 2006 sur l’étiquette RIF distribué par Outside music. Il a été sacré « Meilleur album folk/country » au Gala alternatif de la musique indépendante du Québec (GAMIQ) l'année suivante.
En 2007, à la suite de la fermeture de l'étiquette RIF, Les Fréres Cheminaud ont signé avec Les disques NewRock, une maison de disques de la région de Québec. Ils n'ont pas fait paraître d'album par la suite.

## Membres
La formation du groupe était la suivante :
- Pierre Fortin (guitare, banjo, percussion et voix)
- Étienne Côté (batterie et voix)
- Benoît Bouchard (basse et voix)
- Charles Perron (guitare, mandoline, lap steel guitar et voix)